# پونام دیلون
پونام دیلون (انگلیسی: Poonam Dhillon؛ زادهٔ ۱۸ آوریل ۱۹۶۲) هنرپیشه اهل هند است.
از فیلم‌ها یا برنامه‌های تلویزیونی که وی در آن نقش داشته‌است می‌توان به رمانتیک اشاره کرد.

## فیلم‌شناسی
فهرست برخی از فیلم‌هایی که پونام دیلون در آن‌ها به ایفای نقش پرداخته‌است:
- رمانتیک
- دل می‌گوید آفرین!
- ابر
- جدایی
- قربانی
- بزرگی
- گرفتار
- افسانه عشق
- نیزهٔ سه شاخه
- دشمن محبت
- نام
- لیلا
- بوره روی طلا
- آبهیمانیو
- کارما
- مردی از سنگ
- شجاعت و تلاش
- پالی خان
- عدالت شیوا
- زبان مرد
- مهربانی تو
- ضد
- بخشش
- پادشاه خیابان
- یک ورق کثیف
- درد
- ستمگر
- دوستی دشمنی
- طوایف
- قول می‌دهم
- همسر و همسر
- نوری
- رامایا خواهد آمد
- سوال
- یادگار
- همه خوب هستند
- ثروتمندی و فقیری
- اگر ما ملاقات کنیم یا نکنیم
- نشستن
- قطار صبح
- ساموندار
- دو مشکل دی
- تو را قسم
- گفتگوی متقابل
- پلن ای پلن بی
- جمعیت
- بی‌پناه